# Andrew Sinkala
Andrew Mutambo Sinkala (* 18. Juni 1979 in Chingola, Sambia) ist ein ehemaliger sambischer Fußballspieler.

## Spielerkarriere

### Vereine
Sinkala begann mit dem Fußballspielen in der Jugendabteilung der Nchanga Rangers, dem Verein seiner Geburtsstadt, nahe der Grenze zur Demokratischen Republik Kongo. 1998 erhielt er einen Lizenzspieler-Vertrag beim Erstligisten und zweimaligen Meister Nchanga Rangers FC. Während seiner Teilnahme an der U-20-Weltmeisterschaft von den Verantwortlichen des FC Bayern München entdeckt, wurde er für deren zweite Mannschaft verpflichtet. Sein erstes Pflichtspiel für die Profi-Mannschaft der Bayern absolvierte er am 1. Dezember 1999 im Achtelfinalspiel des DFB-Pokals beim 3:0-Auswärtssieg gegen den SV Waldhof Mannheim, als er in der 84. Minute für Paulo Sérgio eingewechselt wurde. Sein Bundesliga-Debüt fand am 11. Dezember 1999 (15. Spieltag) beim 3:0-Sieg im Auswärtsspiel gegen den FC Hansa Rostock statt, als er in der 79. Minute – ebenfalls für Paulo Sérgio, dem zweifachen Torschützen – ins Spiel kam. Für die Regionalliga-Mannschaft der Bayern bestritt er in zwei Spielzeiten 40 Spiele und erzielte sieben Tore.
Zur Rückrunde der Saison 2001/02 wurde Sinkala an den Ligakonkurrenten 1. FC Köln abgegeben, konnte aber mit seinen acht Einsätzen, in denen er zwei Tore erzielte, den Abstieg in die 2. Bundesliga nicht verhindern. In seiner Zeit bei den Domstädtern (bis 2005/06) reifte er unter Trainer Friedhelm Funkel (in der 2. Bundesliga) zum Stammspieler, erlebte sowohl zweimal den Abstieg als auch zweimal den Aufstieg und sechs Cheftrainer. Für die Geißböcke absolvierte Sinkala 36 Erstliga- (3 Tore), 47 Zweitliga- (1 Tor) und 8 Drittligaspiele (für die 2. Mannschaft in der Regionalliga Nord) (1 Tor), sowie 10 DFB-Pokal-Spiele (3 Tore). Kurz vor Ablauf seines bis Ende der Saison 2005/06 datierten Vertrages, strebte der Verein – nun unter Trainer Hanspeter Latour – eine vorzeitige Trennung an, da Sinkala die von seinem Trainer gesteckten Erwartungen nicht zu erfüllen vermochte. Sinkala erhielt nach dem Trainingslager in der Winterpause die Freigabe für einen ablösefreien Wechsel.
Von 2006 bis 2008 spielte er 34 Mal für den Zweitligisten SC Paderborn 07. Vor Ablauf seines auf zwei Jahre befristeten Vertrages, nach einer schweren Lungenentzündung und der im Anfangsstadium befindlichen Tuberkulose zu Jahresbeginn 2008 schien Sinkalas Profikarriere durch die nahende Arbeitslosigkeit ein vorzeitiges Ende zu finden.
Um sich fit zu halten, trainierte er beim FC Augsburg mit, dem Verein seines ehemaligen Trainers Holger Fach. Wenig später unterschrieb er bei den Augsburgern einen Einjahresvertrag, der im Mai 2009 bis zum 30. Juni 2011 und im Mai 2011 bis 30. Juni 2012 nochmals um ein Jahr verlängert wurde. Am letzten Spieltag der Saison 2011/12 wurde er offiziell verabschiedet, da der Verein den auslaufenden Vertrag nicht verlängerte.
Nachdem Sinkala zunächst einige Monate vereinslos war, gab der Regionalligist FC Viktoria Köln, bei dem er sich zuvor schon einen Monat fit gehalten hatte, Ende Oktober 2012 die Verpflichtung Sinkalas bekannt.
Nach zwei Spielzeiten für den FC Viktoria Köln, wechselte er am 1. August 2014 zum Stadtteilverein und mittelrheinischen Landesligisten SG Köln-Worringen.

### Nationalmannschaft
Sinkala nahm an der vom 3. bis 24. April 1999 in Nigeria ausgetragenen U-20-Weltmeisterschaft teil und kam in den drei Gruppenspielen zum Einsatz. Im letzten Gruppenspiel, das mit 1:5 gegen die Auswahl Brasiliens verloren wurde, erzielte er sein einziges Tor während des Turniers.
Für die A-Nationalmannschaft spielte er 22 Mal und erzielte ein Tor. Dies gelang ihm am 18. Juni 2000 im WM-Qualifikationsspiel gegen die Auswahl Angolas, als er den Führungstreffer bei der 1:2-Niederlage erzielte. Sein Debüt im Nationaltrikot gab er bereits am 20. Juni 1999 in Kinshasa beim 1:0-Sieg über die Nationalmannschaft der Demokratischen Republik Kongo in der Qualifikation zur Afrikameisterschaft 2000. An dieser, als auch an den in den Jahren 2002 und zuletzt 2006 nahm er teil, bestritt jeweils alle drei Gruppenspiele, kam aber nie über die Gruppenphase hinaus. Sein letztes Länderspiel absolvierte er am 10. Oktober 2009 in Chililabombwe bei der 0:1-Niederlage im WM-Qualifikationsspiel gegen die Auswahl Ägyptens.

## Trainerkarriere
Im Sommer 2014 sollte Sinkala neuer Co-Trainer des TuS Homburg-Bröltal werden. Sinkala wechselte doch nicht zum TuS Homburg-Bröltal und blieb in der Spielergewerkschaft. Anfang Mai 2020 gab der FC Hennef 05 bekannt, dass Sinkala neuer Co-Trainer von Marek Dabrowski bei der dortigen U19-Mannschaft wird.

## Erfolge
- Deutscher Meister 2000
- DFB-Pokal-Sieger 2000
- DFL-Ligapokal-Sieger 1999, 2000

## Sonstiges
Seit 2007 ist Sinkala mit seiner Frau Kathrin verheiratet.
Sinkalas Vater Moffat nahm 1980 mit dem sambischen Fußballnationalteam am olympischen Fußballturnier teil, sein jüngerer Bruder Nathan gewann 2012 mit Sambia den Afrika-Cup.